# Čojbalsan (město)
Čojbalsan (mongolsky Чойбалсан) je čtvrtým největším městem v Mongolsku. Je hlavním městem Východního ajmagu. Má 45 490 obyvatel (2000).
Leží na řece Cherlen gol v nadmořské výšce 747 m.

## Historie
Místo bylo po staletí významnou obchodní křižovatkou. Město neslo do roku 1941 jméno Bajan Tumen (Баян Тумэн), poté bylo pojmenováno na počest komunistického vůdce Chorlogína Čojbalsana.

## Doprava
Místní letiště má jednu dráhu a slouží k pravidelnému spojení s Ulánbátarem.